# 우원증
우원증(迂遠症, circumstantiality) 혹은 상세 발화(circumstantial speech)는 "비선형 사고 패턴(non-linear thought pattern)" 때문에 발생하고 대화 초점이 떠다닐 때 발생하지만, 대화의 핵심으로 돌아오기도 한다. 우원증에서, 확실히 불필요한 디테일과 주제와 무관한 진술은 핵심으로 다가가는 데에 지연을 불러온다.
대화 중에 누군가 우원증이 보이면, 대화의 핵심을 향하여 "멀리 우회하여 이야기하는(talk the long way around)" 듯하는데, 이는 화자가 대화에 맞는 디테일을 포함시키려는 노력일 수 있지만, 이는 보다 직접적이고 간결하며 심지어 보다 정확하고 정밀한 소통을 없애고서라도 핵심이나 요지를 제시하는 화법과는 반대되는 것이다. 우원증은 화자가 말을 이리저리 방황하거나 떠돌아 다니면서 보통은 본 주제로 돌아오지 않는 이탈언어(tangential speech)보다는 더 직접적으로 말하며, 다변증(logorrhea)보다는 훨씬 덜 심각하다.

## 사례
다음 사례는 우원증에 관한 것으로, 화자는 원래 질문을 하기 전에 주제에 벗어난 디테일을 과다하게 포함하고 있다.
갑 : "이런! 얼마나 늦었는지 알기나 해?(Jesus! Do you even know how late it is?)"
을 : "음 당연히, 너는 내가 시간이 몇 시인지 모른다고 하는구나. 그래서 이제 질문은 다음과 같지, '내가 너의 의심을 확인해야 하나? 아니면 최소한 정확하진 않지만 나는 모를 수도 있는 명확한 것을 언급함으로써 대답을 강요받아야 하나?' 아마 나는 시간에 대한 대략적인 인지는 가지고 있는 것 같아. 그러나 다시 보자면, "대략적"이라는 것이 근본적으로 무슨 의미일까? 그런데 근본적이라는 단어를 생각해 보면, 근본주의에 격렬히 반대하는 테러 조직을 생각해 봐. 아이러니가 거의 시적 수준이야. 나는 괴델이 그에 대해 할 말이 있었을 거라고 봐, 음 괴델 자신은 아니고 물론, 그의 자기참조 체계에 대한 통찰이지. 비록 그에 대하여 생각해 보면, 그는 문제에 대한 자신만의 사고를 가지고 있었을 지도 모르지... 어쨌든, 나는 시간이 몇 시인지 알 것이거나 모를 것이야. 그러나 나는 이 정보를 노출시킬 의무가 없기 때문에, 내가 시간이 몇 시인지 아는 것에 대한 정보를 주지 않도록 하겠어. 너가 특별히 필요로해서가 아니야. 분명해.(Well—naturally, you're implying that I don't know what time it is. So now the question becomes: should I confirm your suspicion, or am I somehow compelled to respond by stating the obvious—that I might not know, at least not with precision? Perhaps I only have an approximate sense of the time. But then again, what does "approximate" fundamentally mean, at its core?—By the way, considering the word fundamental—imagine a terrorist organization that's vehemently opposed to fundamentalism. The irony is almost poetic. I think Gödel would have something to say about that—well, not Gödel himself, of course, but his insights into self-referential systems. Although, come to think of it, he might very well have had his own thoughts on the matter... In any case, I might know what time it is—or I might not. But since I'm under no obligation to disclose that information, I've chosen to withhold it. Not that you particularly need it, I'm sure.)"
이러한 우회적 어법에도 화법은 논리적으로 연결되고 주제적으로도 연관되어 있기에, 느슨한 연관성(loose associations)이나 사고이탈(tangentiality)과 같은 조직력이 훨씬 떨어지는 사고와는 구분된다.

## 치료
치료로는 행동 수정(behavioral modification)과 항경련제(anticonvulsants), 항우울제(antidepressant)와 항불안제(anxiolytic)를 사용한다.

## 같이 보기
- 사고이탈
- 사고 장애
- 실어증
- 실인증
- 언어압박
- 청각정보처리장애
- 장황